# Michael Christiansen
 For alternative betydninger, se Michael Christiansen (flertydig). (Se også artikler, som begynder med Michael Christiansen)
Michael Christiansen (født 5. juni 1945) er en dansk jurist og tidligere embedsmand, der frem til 2019 var bestyrelsesformand for DR. Han blev udnævnt til Storkorsridder af Dannebrogordenen den 16. april 2015 og er også tildelt Dannebrogordenens Hæderstegn.
Michael Christiansen er cand.jur. fra Københavns Universitet i 1970 og blev derefter ansat som sekretær i Justitsministeriet. I 1973 blev han retsassessor i Silkeborg, men vendte allerede året efter tilbage til Justitsministeriet, først gang som fuldmægtig og fra 1978 som konsulent. Han blev afdelingschef i Justitsministeriet 1986 og departementschef i Forsvarsministeriet 1988. I 1992 forlod han rollen som embedsmand til fordel for jobbet som direktør for Det Kongelige Teater. Her var han til 2008.
Fra 2008 har han været formand for bestyrelserne for DR, Schmidt Hammer Lassen Architects og Dansk Retursystem, og siden 2010 tillige bestyrelsesformand for Jazzhus Montmartre, efter mediemanden og iværksætteren Rune Bech tog initiativ til genåbningen af det legendariske jazzhus.